# Мацзу

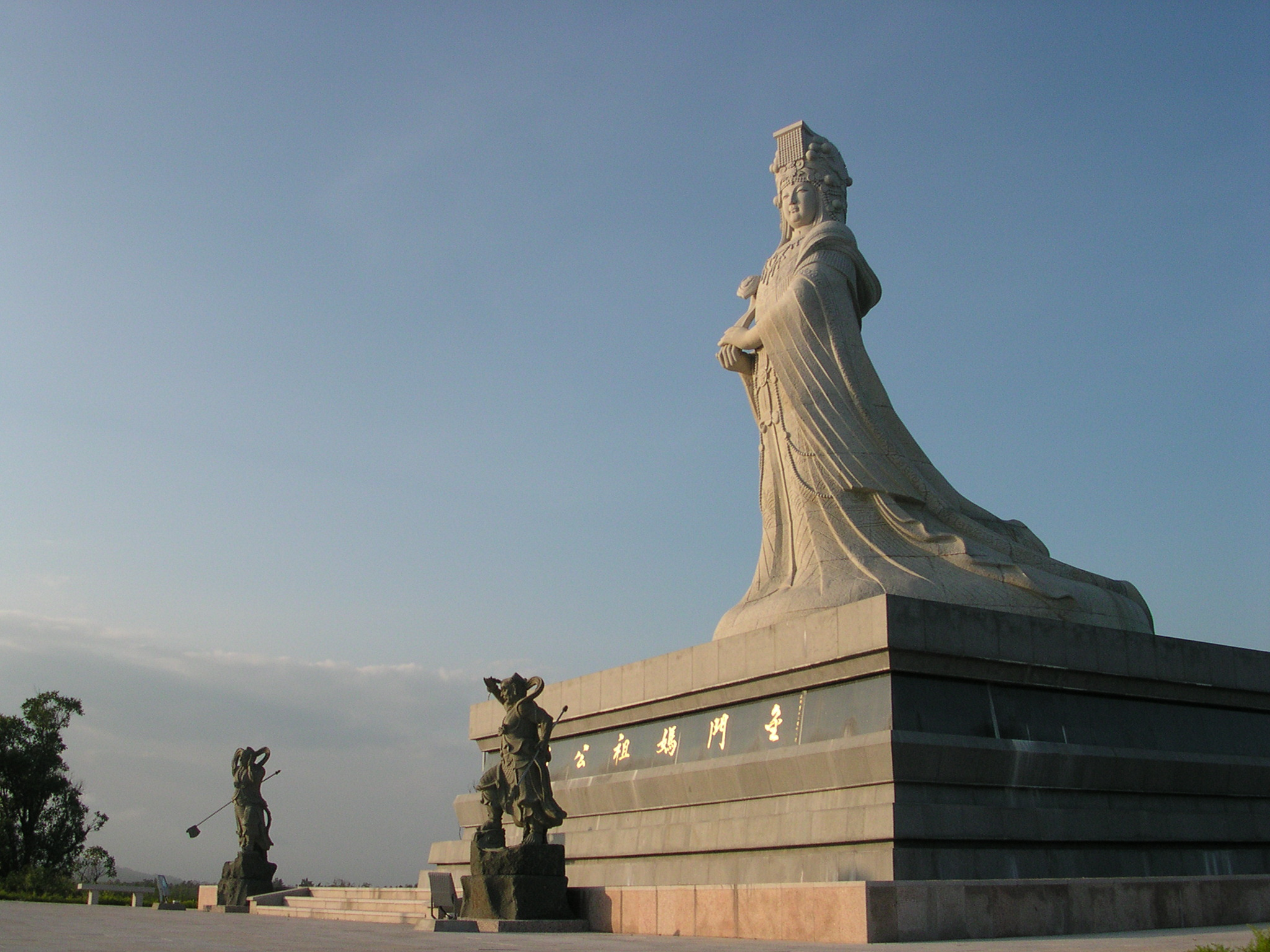
Статуя Мацзу на острове Цзиньмэнь

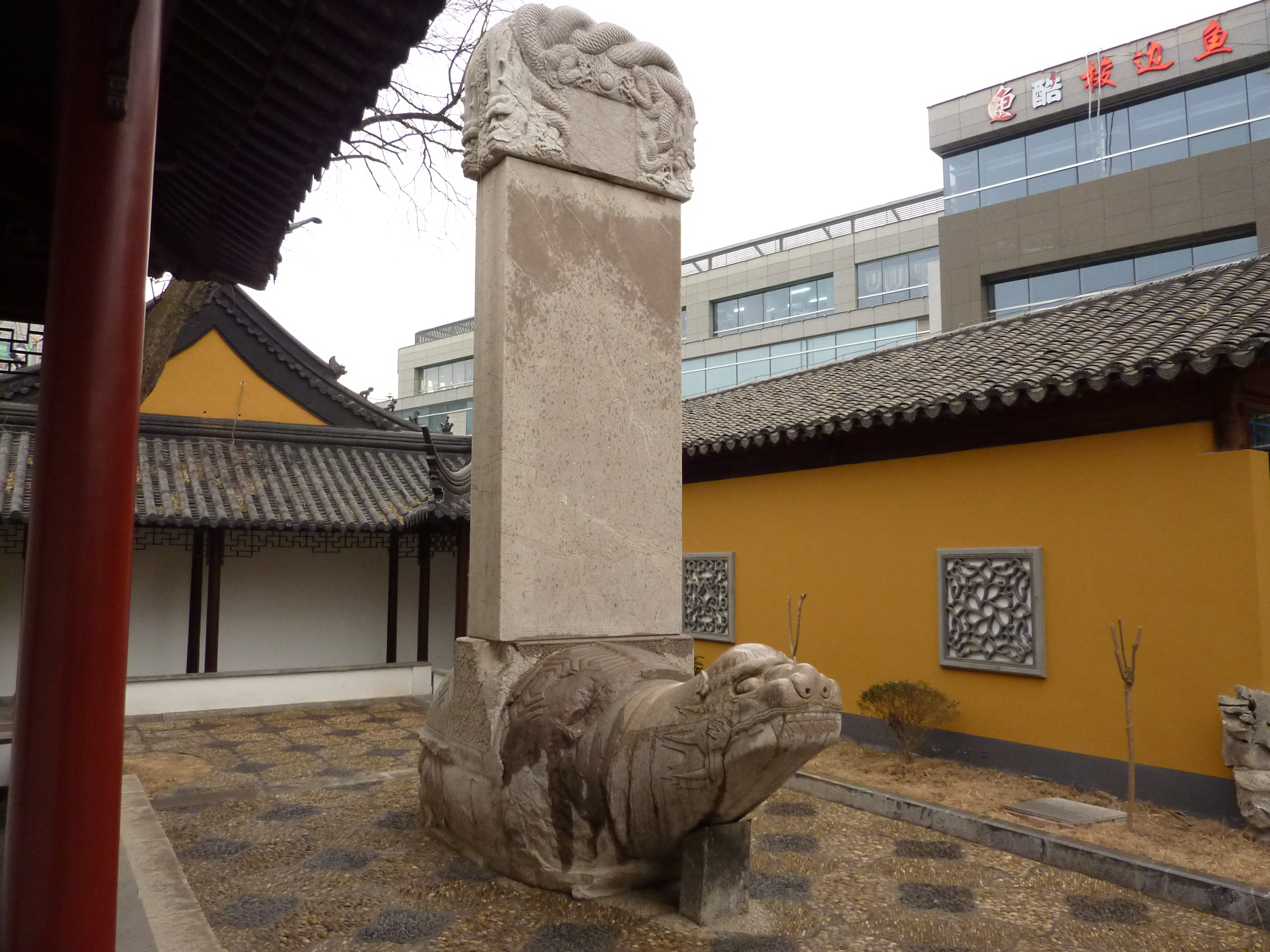
«Стела у дворца великодоброй и всепомогающей Тяньфэй» в нанкинском храме Цзинхай, установленная в 1416 году императором, правившим под девизом Юнлэ, в благодарность за помощь богини во время плаваний Чжэн Хэ

Тянь-хоу Мацзу (кит. трад. 天后媽祖, упр. 天后妈祖, пиньинь Tiānhòu Māzǔ, «Небесная императрица Мацзу») — богиня-покровительница мореходов в поздней китайской мифологии. Её культ зародился в X—XI веках в приморских селениях провинции Фуцзянь в уезде Путянь.
Тянь-хоу изображается восседающей на волнах, на облаках или на троне. У неё два помощника: у одного рука приложена к уху, у другого поднесена к глазам.
По преданию, прообразом Мацзу стала девушка по фамилии Линь, родившаяся в рыбацкой деревушке на острове Мэйчжоу уезда Путянь около 960 года. По легенде, она не издала ни звука в первый месяц своей жизни, и потому была названа Линь Монян (林默娘), то есть «молчаливая девочка Линь». Она могла плавать по морю на циновке и переправляться на острова на облаках. Она летала спасать братьев, терпящих бедствие на море. После того, как в возрасте 28 лет она вознеслась на небо, ей стали полностью подвластны все движения вод. Если Мацзу прикажет, утихнут наводнения и тайфуны. Но если ей будет угодно, стихия может снова разбушеваться.
Во времена империи Сун Мацзу стала популярным божеством фуцзяньских рыбаков и моряков, и с ними её культ распространился вдоль всего китайского побережья. Не позднее 1240 года она уже почиталась в Гуанчжоу, а к 1326 году — в Тяньцзине.
В 1156 году по приказу императора был воздвигнут храм в её честь. Государи награждали её пышными титулами. С XIII века её стали называть Тянь-фэй (Небесная наложница), а с конца XVII века — Тянь-хоу.
Главным центром культа Мацзу является её храм на родине богини, острове Мэйчжоу городского округа Путянь.
Храмы Мацзу существуют и вдали от берегов моря. Так, в 1748 году фуцзяньские торговцы основали её храм в уезде Чжицзян провинции Хунань.
Поклонение Мацзу сыграло большую роль в восстановлении связей между материковым Китаем и Тайванем после 1949 года. В 1989 году впервые с того времени было осуществлено прямое морское сообщение между этими двумя территориями: 200 тайваньских паломников на 20 рыбацких кораблях прибыли на остров Мэйчжоу для поклонения Мацзу. К 2020 году ежегодное число паломников из Тайваня на Мэйчжоу возросло до 300 тысяч.
Сегодня Мацзу связывает проживающих в стране и за рубежом китайцев. По приблизительной оценке, богине поклоняются свыше 200 млн человек в разных уголках мира. Моряки считают её своей покровительницей. День рождения богини Мацзу приходится на 23-й день третьего месяца по лунному календарю (вторая половина апреля — первая половина мая по григорианскому календарю). Большинство почитателей богини предпочитают совершать паломничества за несколько дней до этой даты.
Поклонение Мацзу на острове Мэйчжоу в её храме имеет форму почестей статуе богини, возжения благовоний, возложения цветов, жертвоприношений, запуска петард, вечернего шествия с фонарями Мацзу. Ежегодно на острове организуются фестиваль фонарей, храмовые ярмарки, жертвоприношения на морском берегу, Неделя культуры Мацзу.
В её честь названы холмы Тяньхоу на Венере. В 2009 году поклонение Мацзу было включено в Репрезентативный список нематериального культурного наследия человечества ЮНЕСКО.